# دهه ۲۰۰۰ (میلادی)

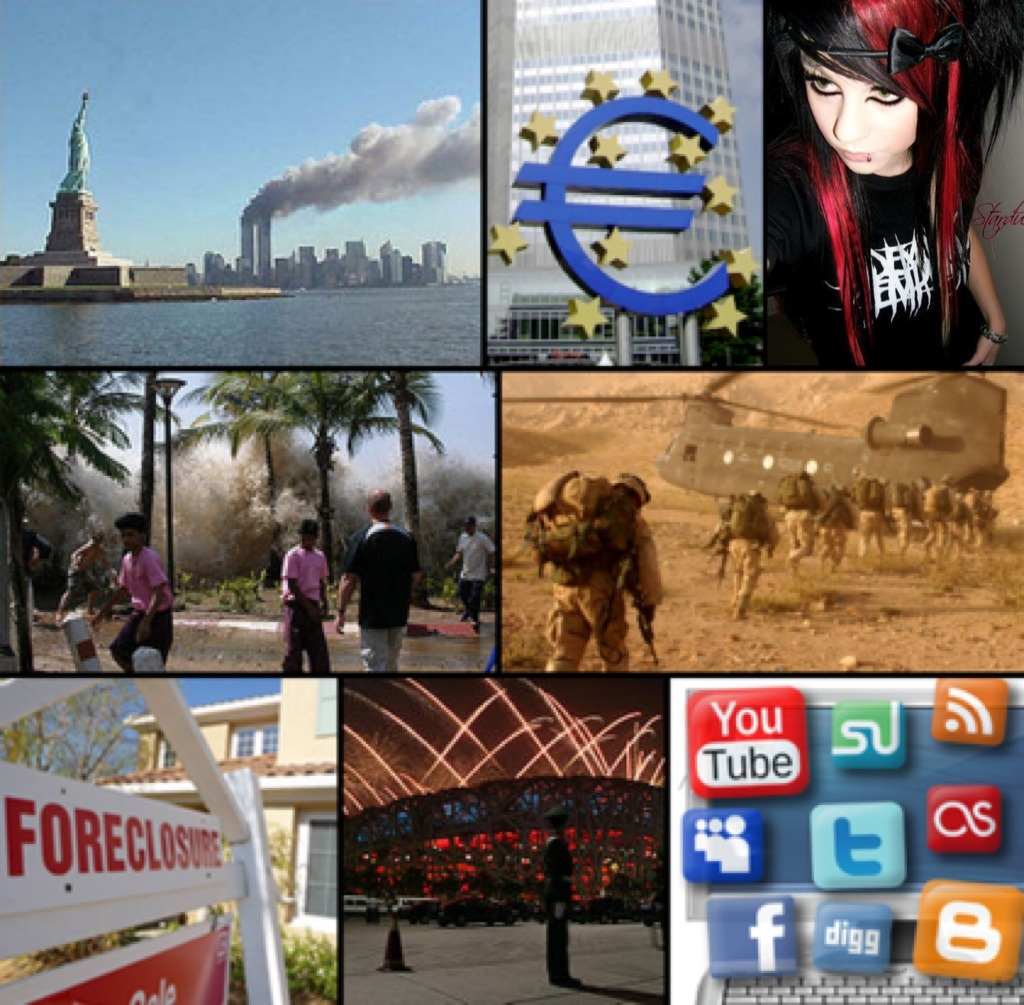

دههٔ ۲۰۰۰ (میلادی) نخستین دهه از سده بیست و یکم در گاه‌شماری میلادی بود.

## مناسبت‌ها
سوانح سپتامبر
سقوط هواپیمای شرکت الاسکا